# Chilakalanerpu, Chintamani
Chilakalanerpu là một làng thuộc tehsil Chintamani, huyện Kolar, bang Karnataka, Ấn Độ.